# Ingolfiella margaritae
Ingolfiella margaritae is een vlokreeftensoort uit de familie van de Ingolfiellidae. De wetenschappelijke naam van de soort is voor het eerst geldig gepubliceerd in 1979 door Stock.